# Сольтанабад (Альборз)
Сольтанабад (перс.  سلطانآباد ‎) — село на севере Ирана, в остане Альборз. Входит в состав шахрестана Саводжболаг. Является частью дехестана (сельского округа) Чехарденге бахша Чехарбаг.

## География
Село находится в южной части Альборза, к югу от хребта Эльбурс, на расстоянии приблизительно 2 километров к западу от Кереджа, административного центра провинции. Абсолютная высота — 1276 метров над уровнем моря.

## Население
По данным переписи 2006 года население села составляло 431 человек (231 мужчина и 200 женщин). В Сольтанабаде насчитывалось 102 семьи. Уровень грамотности населения составлял 60,56 %. Уровень грамотности среди мужчин составлял 64,07 %, среди женщин — 56,5 %.